# Bibisara Assaubayeva
Bibisara Assaubayeva est une joueuse d'échecs kazakhe, née le 26 février 2004 à Taraz. Elle a été affiliée à la fédération russe de 2016 à 2018.
Au 1er janvier 2024, elle est la 16e joueuse mondiale et la première parmi les joueuses de moins de vingt ans (junior), avec un classement Elo de 2 472 points.
Elle devient la 43ème femme à obtenir le titre de "Grand Maître International" au SHARJA MASTERS 2025

## Biographie et carrière

### Débuts aux échecs
Elle apprend à jouer aux échecs à 4 ans et commence à étudier l'anglais à cinq ans.
Elle obtient le titre de maître FIDE féminin en 2011 à l'âge de sept ans.
Bibisara Assaubayeva est aussi une gymnaste rythmique et est deux fois championne d'Astana dans sa catégorie d'âge.

### Championne du monde des moins de 8 ans et des moins de 12 ans
En 2011, à Caldas Novas au Brésil, Bibisara Assaubayeva remporte le championnat du monde d'échecs de la jeunesse dans la catégorie des moins de 8 ans sur un score de 8 sur 9, trois ans après sa compatriote Zhansaya Abdumalik. Elle obtient le titre de maître FIDE féminin a cette occasion.
En 2014, à Durban en Afrique du Sud, elle est première ex æquo et deuxième au départage dans la catégorie des moins de 10 ans derrière Divya Deshmukh.
En 2016, à Batoumi en Géorgie, elle est première dans la catégorie des moins de 12 ans et l'année suivante, elle remporte l'argent dans la catégorie des moins de 14 ans à Montevideo en Uruguay.

### Affiliée à la fédération russe des échecs (2016 à 2018)

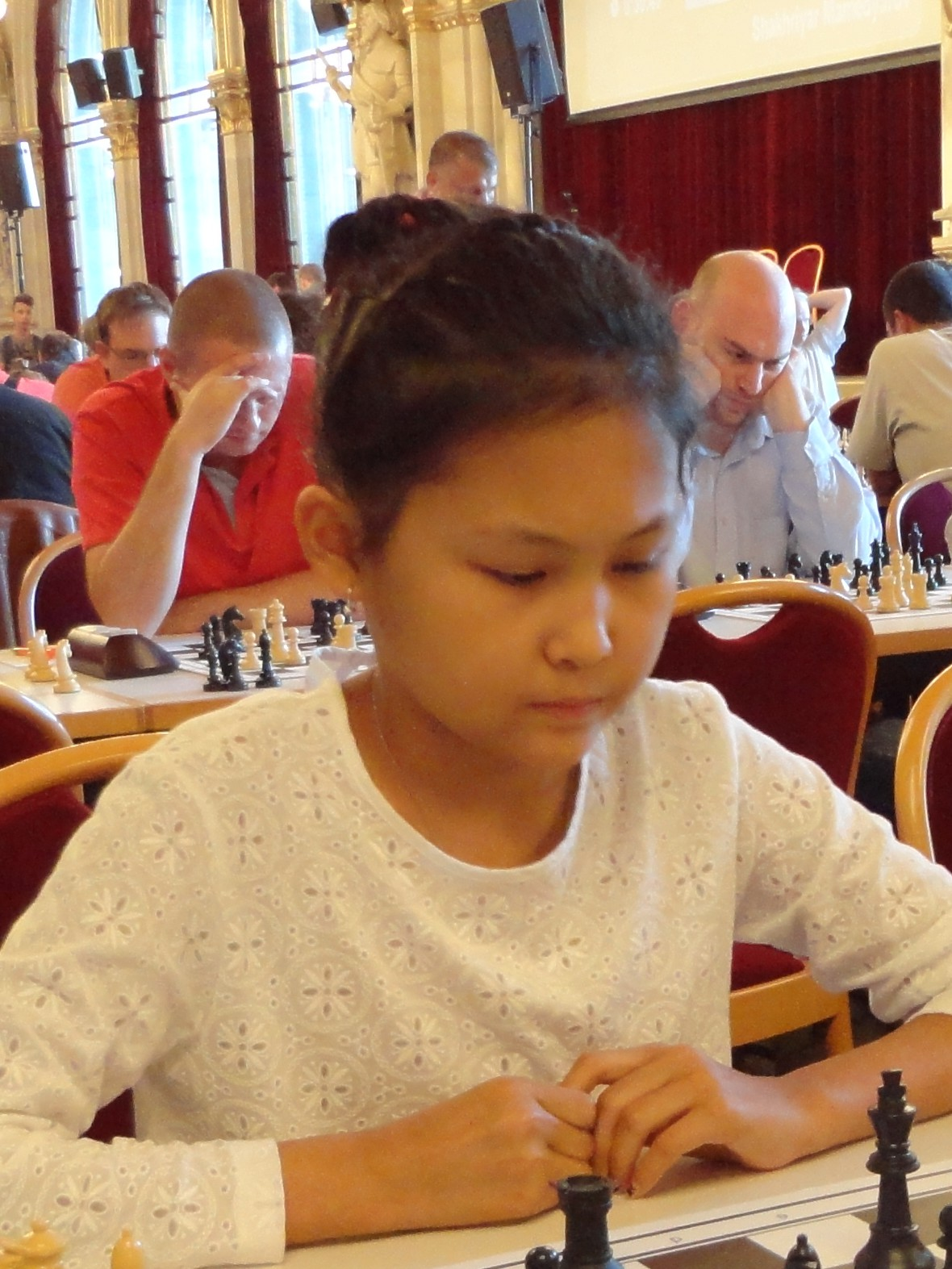
Bibissara Assaubayeva à Vienne en 2015.

De 2016 à 2018, elle est affiliée à la fédération russe.
En 2017, à Minsk en Biélorussie, elle participe au championnat d'Europe d'échecs individuel mixte. Elle marque 5,5 points sur 11 (3 victoires, 3 défaites et 5 parties nulles), réalise une performance de 2 490 points et gagne 140 points Elo.

### Championne du monde de blitz (2021 et 2022)
En février 2019, elle décide de revenir au Kazakhstan et est affiliée à la fédération kazakhe d'échecs.
Le 28 décembre 2021, Bibisara Assaubayeva remporte la médaille d'argent au championnat du monde de parties rapides, seule deuxième avec 8,5 points sur 11, derrière l'ancienne championne du monde Alexandra Kosteniouk (9 points sur 11).
Le 30 décembre 2021, elle gagne le championnat du monde de blitz avec 14 points sur 17 en s'assurant la victoire à une ronde de la fin du tournoi. La seule seconde est Alexandra Kosteniouk avec 12,5 points.
Le 30 décembre 2022, elle conserve son titre de championne du monde de blitz à Almaty avec un score de 13/17 (12 victoires, 2 nulles et 3 défaites).

## Controverses

### Affaire Solojenkine
Le grand maître et entraîneur russe Ievgueni Solojenkine accuse Assaubayeva dans plusieurs articles sur Internet d'avoir triché lors du Championnat du monde juniors U14 en Uruguay en septembre 2017. La commission d'éthique de la FIDE suspend Solojenkine pour avoir formulé des allégations non fondées de tricherie. Un groupe de grands maîtres écrit une lettre ouverte en faveur de Solozhenkin. La famille d'Assaubayeva poursuit Solojenkine en justice pour des allégations diffamatoires formulées en public et dans les médias qui ont porté atteinte à l'honneur et à la dignité d'Assaubayeva. La Cour d'appel de Moscou ordonne à Solojenkine de s'excuser, de désavouer ses allégations auprès des médias, de supprimer les articles diffamatoires et de payer une somme compensatoire de 100 000 roubles.

### Lettres non sollicitées
En 2022, le journal d'investigation Meduza révèle qu'elle, ainsi que de nombreuses autres joueuses d'échecs, ont été victimes de harcèlement sous la forme de lettres non sollicitées contenant des préservatifs usagés et des photos pornographiques d'un résident de Riga, en Lettonie. Avec l'aide d'experts légistes et en recherchant parmi le contenu des violations de données, Meduza réussit à identifier l'identité de l'expéditeur comme étant le maître international Andrejs Strebkovs,,,.